# Carl Gustaf Qvarnström
Carl Gustaf Qvarnström, (født 23. marts 1810 i Stockholm, død 5. marts 1867), var en svensk billedhugger og maler.

## Biografi
Carl Gustaf Qvarnström var søn af en kammertjener hos prinsesse Sofia Albertina. Han begyndte i en alder af elleve i Konstakademiens principskola, hvor han i en alder af tolv fik sin første udmærkelse.